# Ольшанка (приток Десны)
Ольша́нка (укр. Вільшанка) — река в Липовецком районе Винницкой области Украины. Она берёт своё начало в полутора километрах к северу от села Вербовка и впадает в реку Десна (приток Южного Буга) около посёлка городского типа Турбов.

## География

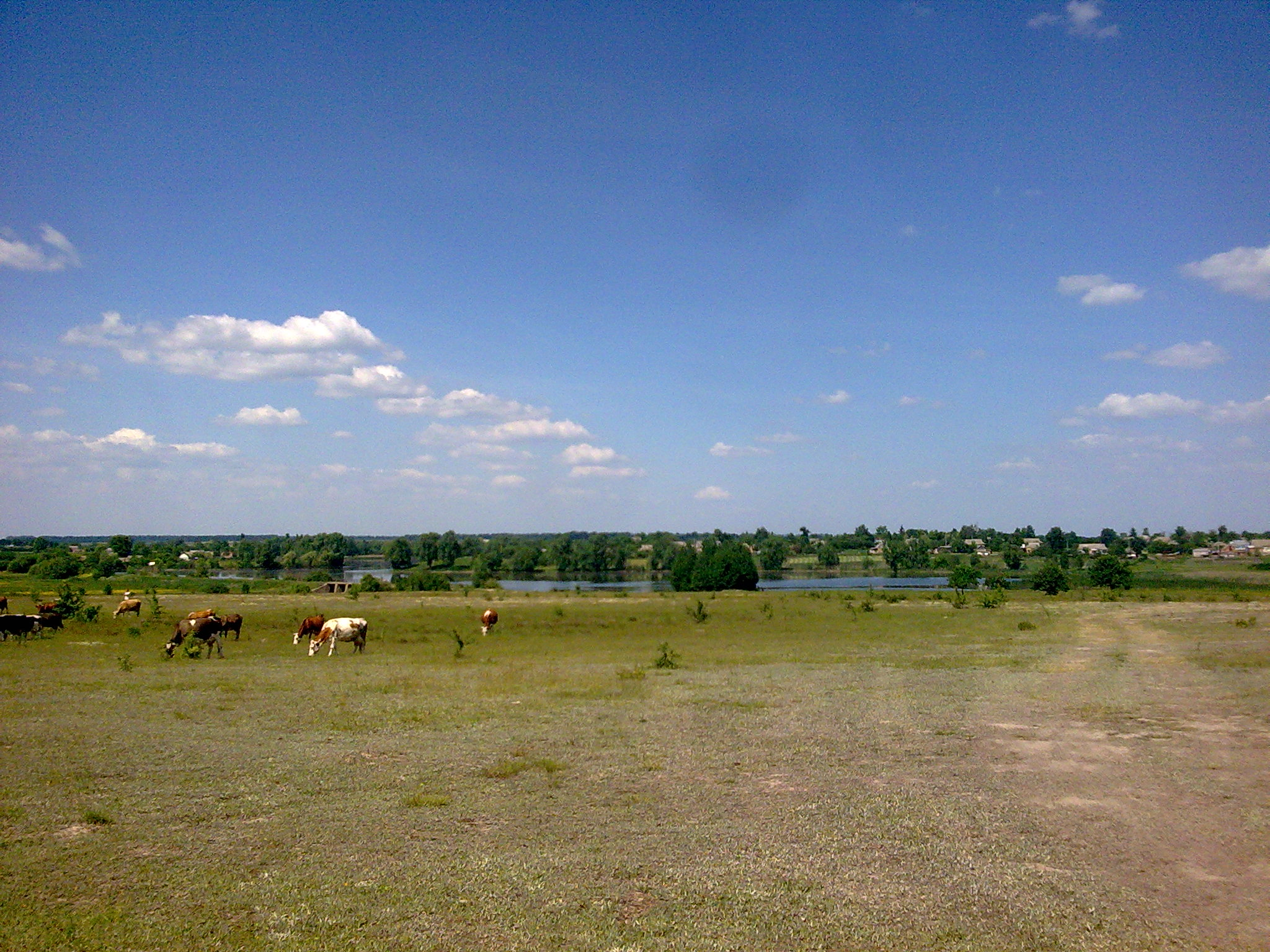
Река Ольшанка между сёлами Журава (этот берег) и Вахновка (другой берег)

Ольшанка — четвёртая по величине река Липовецкого района. На ней расположены сёла Вербовка, Белая, Брицкое, Вахновка и пгт Турбов. Длина реки — 29 км, площадь бассейна — 219 км². Ширина — 3—4,5 метра, глубина — 30—70 см, скорость течения — 0,1 м/сек. На Ольшанке устроено пять прудов общей протяжённостью 14 километров, наибольший — в Вербовке. Долина реки извилистая, с изрезанными оврагами, склонами. Высота склонов иногда достигает 50—60 метров. Уклон реки — 1,4 м/км.